# دیکایارخوس

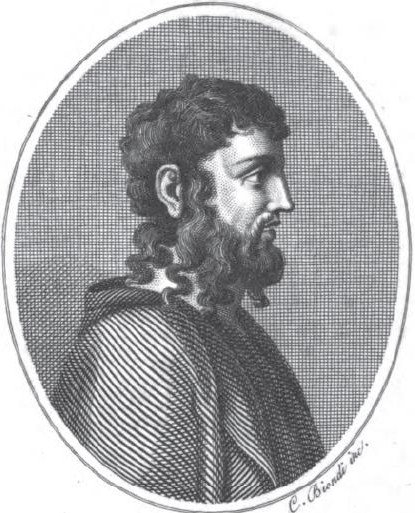
دیکایارخوس از مسینا

دیکایارخوس (Dicaearchus) جغرافی‌دان و مورخ یونانی نیمه دوم سده چهارم قبل از میلاد بود که در مسینا واقع در سیسیل برآمد.وی شاگرد ارسطو و معاصر آریستوگزنوس بود.
دیکایارخوس نویسنده‌ای بسیار بامعلومات و پراثر بود، که رساله‌هایی در جغرافیا، احتمالاً همراه با یک نقشه تألیف کرد، که قطعاتی از آنها باقی است.
او ارتفاع بسیاری از کوه‌ها را، احتمالاً با استفاده از دیوپتر اندازه گرفت و محیط زمین را در حدود ۳۰۰٬۰۰۰ اِسْتاد تخمین زد.
به تأثیر خورشید در جزر و مد توجه کرد. پژوهش‌های او پژوهش‌های اراتوستن را مهیا ساخت.
همچنین تاریخی دربارهٴ فرهنگ یونان نوشت؛ رساله‌هایی در سیاست، ادبیات، فلسفه، مغیبات و غیره داشت، ولی تنها قطعاتی از آثارش به دست ما رسیده است.